# 二氯二茂铪
二氯二茂铪是一种有机铪化合物，化学式为(C5H5)2HfCl2，它是无色固体，在水中迅速分解。它可由四氯化铪和环戊二烯基钠在甲苯和乙二醇二甲醚的混合溶剂中反应制得：
HfCl4 + 2 C5H5Na → (C5H5)2HfCl2 + 2 NaCl
它在钠汞齐的的存在下和一氧化碳反应，可以得到二羰基二茂铪。